# Anton Koblar
Anton Koblar (12. června 1854 Železniki – 9. srpna 1928 Kranj) byl rakouský římskokatolický duchovní, historik a politik slovinské národnosti z Kraňska, na konci 19. století poslanec Říšské rady.

## Biografie
Působil jako kurát v Lublani.
Pocházel z rodiny kupce. Od roku 1867 studoval gymnázium v Kranji, pak přešel na gymnázium v Lublani. Maturoval roku 1875. Následně studoval bohosloví a v roce 1878 byl vysvěcen na kněze. Po studiích ho biskup Janez Zlatoust Pogačar jmenoval dvorním kaplanem a biskupským tajemníkem. Pověřil ho správou biskupského archivu a vydáváním listu Laibacher Diöcesanblatt. V roce 1881 se zúčastnil slovinské pouti do Říma a roku 1884 se stal kaplanem v Mengeši, od roku 1888 v Šenčuru. Po jednom roce ho pak zemský výbor jmenoval kurátem v lublaňské káznici. Později působil jako zemský muzejní archivář a od roku 1900 byl knězem a děkanem v Kranji, kde setrval do své smrti. Už od dob gymnazijních studií byl literárně činný. Zajímal se o další slovanské jazyky, naučil se rusky. Publikoval četné historické studie z dějin Kraňska. Kvůli aktivitám v slovinském národním hnutí byl v roce 1916 vyhoštěn na půl roku do Záhřebu.

Byl i poslancem Říšské rady (celostátního parlamentu Předlitavska), kam usedl v doplňovacích volbách roku 1896 za kurii městskou v Kraňsku, obvod Postojna, Idrija atd. Nastoupil 2. března 1896 místo Antona Globočnika. Ve volebním období 1891–1897 se uvádí jako Anton Koblar, kurát v ústavu nucených prací v Lublani, bytem Lublaň.
Do parlamentu nastoupil jako kandidát slovinské Národní pokrokové strany (Narodno napredna stranka). Po nástupu na Říšskou radu zasedal v konzervativním Hohenwartově klubu. Jako jediný slovinský poslanec na Říšské radě hlasoval pro všeobecné a rovné volební právo. Zastával se práv Slovinců v Korutanech. V roce 1897 začal vydával týdeník Slovenski list.